# Coisy
Coisy é uma comuna francesa na região administrativa de Altos da França, no departamento de Somme. Estende-se por uma área de 6,08 km². Em 2010 a comuna tinha 351 habitantes (densidade: 57,7 hab./km²).